# Mésange cendrée
Melaniparus cinerascens
Espèce
Statut de conservation UICN

 LC  : Préoccupation mineure
La Mésange cendrée (Melaniparus cinerascens) est une espèce de passereaux de la famille des Paridés.

## Répartition
Cet oiseau est répandu en Afrique australe.

## Liste des sous-espèces
Selon la classification de référence du Congrès ornithologique international (version 14.2, 2022) :
- Melaniparus cinerascens benguelae (Hall, BP & Traylor, 1959) — forêts claires de la savane namibienne
- Melaniparus cinerascens cinerascens (Vieillot, 1818) —